# Torpedobaad Nr. 6
Torpedobaad Nr. 6 var den sjette danske torpedobåd. Den blev bygget i England (Thornycroft) og var større end de tidligere både og havde kraftigere torpedoer. Bar 1882-1912 navnet Sværdfisken, og hed derefter Torpedobaad Nr. 3, og fra 1916 Patruljebaad Nr. 1. Udgik i 1919.

## Baggrund og design
Efter leveringen af den franskbyggede Torpedobaad Nr. 5 vendte Marinen tilbage til Thornycroft i England som leverandør, og denne gange af en noget større båd. Den nye torpedobåd havde ligesom forgængeren to torpedoapparater i stævnen, og de var beregnet til 38 cm torpedoer i stedet for de hidtidige 35 cm torpedoer. Båden blev søsat i 1881 og ankom til Danmark i november samme år. Det skete på et tidspunkt, hvor Marinens byggeprogram var begrænset, og affødte følgende kommentar i Illustreret Tidende, der bragte en tegning af båden i sit nummer 1. januar 1882: "Tilvæksten i vort flådemateriel er efterhånden blevet så ringe, at selv erhvervelsen af en torpedobåd, altså et mindre fartøj, der kun kan anses som et hjælpevåben, vækker opmærksomhed. Men selv bortset herfra fortjener den sidste tilvækst i Flådens materiel for sin egen skyld, at man gør bekendtskab med den, da den hører ikke blot til det nyeste, men også til det bedste i sin slags." Artiklen beskrev herefter torpedobådens opgaver og dens tur over Nordsøen fra England under kommando af premierløjtnant F. Hammer. Den rosende omtale af skibet må ikke afskrives som national begejstring: Thornycrofts ingeniør John Donaldson holdt senere i 1882 et foredrag i British Association for the Advancement of Science, hvor han fremhævede torpedobåden som værftets hidtil største, og han mente også at den var den største af sin art overhovedet.

## Tjeneste
- 1882: Fik 18. januar navnet Sværdfisken. I juli-august udrustet sammen med Hajen, Søulven og de tre torpedobåde af anden klasse, Nr. 1, 4 og 5.
- 1883: I august-september udrustet sammen med Hajen, Søulven og Delfinen. De fire torpedobåde indgik 1.-16. september i årets eskadre.
- 1885: I juli-august udrustet med Delfinen og Hvalrossen. Indgik i september i årets eskadre.
- 1886: Deltog august-oktober i årets eskadre.
- 1887: I april-maj øvelser ved Søminestationen. Deltog august-september i årets eskadre.
- 1888: I august øvelsesskib for kadetter. I september-november forsøgsskib ved Søminestationen.
- 1890, 1898 og 1901: Udrustet i august-september som en del af årets øvelseseskadre.
- 1912: Omdøbt til Torpedobaad Nr. 3.
- 1916: Omdøbt til Patruljebaad Nr. 1.
- 1919: Udgået og ophugget.[6]